# Postoparacaprella marcida
Postoparacaprella marcida is een vlokreeftensoort uit de familie van de Caprellidae. De wetenschappelijke naam van de soort is voor het eerst geldig gepubliceerd in 1981 door Arimoto.